# Reunion (album)
Pour les articles homonymes, voir Reunion.
Albums de Black Sabbath
Forbidden
(1995) Past Lives (en)
(2002)
Singles
1. Psycho Man
Sortie : 20 octobre 1998
2. Selling My Soul
Sortie : 1999 (promo)

Reunion est le premier album live officiel  du groupe de heavy metal britannique Black Sabbath avec Ozzy Osbourne au chant. Il est sorti le 20 octobre 1998 sur le label Sony Music et a été produit par Thom Panunzio pour les titres en public et Bob Marlette pour les deux titres enregistrés en studios.

## Historique
Après le départ du chanteur Ozzy Osbourne en 1979, la composition du groupe a perdu une stabilité qu'elle n'a jamais vraiment retrouvé. Après deux reformations avortées en 1985 et 1992, la formation originale avec Ozzy Osbourne, Tony Iommi, Geezer Butler et Bill Ward s'est reconstituée en 1997, et donna pour l'occasion de nombreux concerts à travers le monde.
Ce double-album live comprend des enregistrements issus des deux premiers concerts de cette reformation, au Palais des congrès de Birmingham. En plus des versions live de plusieurs grands classiques du groupe, comme "Paranoid", "N.I.B." ou "Iron Man", le second disque comprend deux nouveaux titres enregistrés en studios, "Selling My Soul" et "Psycho Man". C'est véritablement les seules nouvelles chansons à avoir été officiellement enregistrées par cette mouture du groupe jusqu'en 2006, année au cours de laquelle le chanteur Ronnie James Dio a à nouveau remplacé Osbourne. Ces deux nouvelles chansons ont toutes les deux été proposées comme single aux États-Unis.
Black Sabbath a reçu son seul Grammy Award pour l'enregistrement live d'Iron Man figurant sur cet album, dans la catégorie « meilleure performance Heavy Metal ».
Reunion a été proposé en version digipack, ainsi que sous forme de boîtier-CD en plastique classique. Il n'y a aucune différence entre les deux versions au niveau du contenu et de l'aspect.
Bien que le groupe ait été considéré comme une légende à cette époque, Reunion est le premier album live officiel de Black Sabbath avec Ozzy Osbourne au chant. Live At Last (1980) n'a jamais été approuvé par le groupe avant 2010.
Cet album se classa à la 11e place des charts du Billboard 200 aux États-Unis et à la 41e place des charts britanniques. Il sera certifié disque de platine aux États-Unis et au Canada.

## Un incident digne de mention
À la fin de 1997, les quatre membres originaux ont mis de côté leurs différences et leurs appréhensions et deux spectacles dans leur ville natale au Birmingham NEC Arena ont été réservés. Les 4 et 5 décembre 1997, les quatre membres originaux de Black Sabbath se sont produits avec les spectacles enregistrés pour la sortie d'un album live très attendu. Ward avait une maladie cardiaque, et des inquiétudes concernant sa santé et sa capacité à jouer à un niveau élevé signifiaient qu'un autre ancien batteur de Black Sabbath, Vinny Appice, était en attente pour les deux concerts subséquents. "Nous n'avions pas fait de concerts avec Bill depuis 18 ans", a fait remarquer Iommi. Ward a traversé les deux événements - mais pas sans incident : "Bill a frappé un gong et il lui est tombé sur le bras, j'ai eu peur. Son bras était noir et bleu le lendemain matin, parce que ces choses pèsent une tonne. Quand il l'a frappé et que le kit lui est tombé dessus, il a semblé que quelqu'un lançait des casseroles et des poêles. Nous nous attendions à ce que quelque chose comme ça se produise un jour ou l'autre".
— Tony Iommi

## Liste des titres
- Toutes les chansons ont été écrites par Ozzy Osbourne, Tony Iommi, Geezer Butler et Bill Ward, sauf mentions contraires.

### CD 1
1. "War Pigs" – 8:28
2. "Behind the Wall of Sleep" – 4:07
3. "N.I.B." – 6:45
4. "Fairies Wear Boots" – 6:19
5. "Electric Funeral" – 5:02
6. "Sweet Leaf" – 5:07
7. "Spiral Architect" – 5:40
8. "Into the Void" – 6:32
9. "Snowblind" – 6:08

### CD 2
1. "Sabbath Bloody Sabbath" – 4:36
2. "Orchid/Lord of This World" – 7:07
3. "Dirty Women" – 6:29
4. "Black Sabbath" – 7:29
5. "Iron Man" – 8:21
6. "Children of the Grave" – 6:30
7. "Paranoid" – 4:28
8. "Psycho Man" (Osbourne, Iommi) – 5:18
9. "Selling My Soul" (Osbourne, Iommi) – 3:10

## Musiciens
Black Sabbath
- Ozzy Osbourne – chant
- Tony Iommi – guitare
- Geezer Butler – basse
- Bill Ward – batterie*
  - Dans les crédits relatifs aux deux nouveaux titres, Bill Ward n'est mentionné que pour "Psycho Man." Une boîte à rythmes (drum machine) a été utilisée sur "Selling My Soul"[1].

Musicien additionnel
- Geoff Nicholls - claviers

## Charts et certifications
| Pays        | Durée du classement | Meilleur classement |
| ----------- | ------------------- | ------------------- |
| Allemagne   | 3 semaines          | 40e                 |
| Canada      | 13 semaines         | 6e                  |
| États-Unis  | 18 semaines         | 11e                 |
| Finlande    | 3 semaines          | 29e                 |
| France      | 1 semaine           | 65e                 |
| Royaume-Uni | 2 semaines          | 41e                 |
| Suède       | 3 semaines          | 11e                 |

| Pays        | Certification | Ventes      | Date       |
| ----------- | ------------- | ----------- | ---------- |
| Canada      | Platine       | 100 000 +   | 26/02/1999 |
| États-Unis  | Platine       | 1 000 000 + | 04/01/1999 |
| Royaume-Uni | Argent        | 60 000 +    | 26/07/2019 |

Charts singles
| Date | Single          | Chart                  | Durée du classement | Position |
| ---- | --------------- | ---------------------- | ------------------- | -------- |
| 1998 | Psycho Man      | Mainstream Rock Tracks | 21 semaines         | 3e       |
| 1999 | Selling My Soul | Mainstream Rock Tracks | 8 semaines          | 17e      |